# 長畝村 (福井県)
長畝村（のうねむら）は福井県坂井郡にあった村。現在の坂井市の中央部、丸岡市街の北方・東方一帯にあたる。

## 地理
- 河川：竹田川

## 歴史
- 1889年（明治22年）4月1日 - 町村制の施行により、宇田村、玄女村、千田村、山久保村、女形谷村、長畝村、三本木村、赤坂村、伏屋村、田屋村、畑中村、与河村、篠岡村、里丸岡村、小黒村、升田村、内田村、曽々木村、豊原村、猪爪村の区域の一部及び丸岡町の区域の一部（丸岡松川町の区域の一部及び丸岡八幡町の区域の一部）の区域をもって、長畝村が発足する。
- 1955年（昭和30年）3月31日 - 丸岡町、長畝村、竹田村、高椋村、鳴鹿村及び磯部村が合併して、改めて丸岡町が発足する。

## 交通

### 鉄道路線
- 京福電気鉄道
  - 永平寺線
    - 長畝駅

### 道路
- 国道8号

現在は旧村域に北陸自動車道の丸岡インターチェンジ・女形谷パーキングエリアが所在するが、当時は未開通。